# Lorenzo Wright
Lorenzo Wright (Estados Unidos, 9 de diciembre de 1926-27 de marzo de 1972) fue un atleta estadounidense, especialista en la prueba de 4 x 100 m en la que llegó a ser campeón olímpico en 1948.

## Carrera deportiva
En los JJ. OO. de Londres 1948 ganó la medalla de oro en los relevos 4 x 100 metros, con un tiempo de 40.6 segundos, llegando a meta por delante de Reino Unido (plata) e Italia (bronce), siendo sus compañeros de equipo: Barney Ewell, Harrison Dillard y Mel Patton.

## Muerte
En 1972, a los 45 años, Wright fue asesinado a puñaladas por su esposa Elizabeth durante una disputa sobre su posible separación.